# Sedaxane
Le sédaxane est un produit chimique développé comme fongicide dans l'Union européenne.
Le groupe moléculaire auquel il appartient est un amide d'acide pyrazole-4-carboxylique; sa méthode d'action est celle d'un inhibiteur de succinate déshydrogénase (SDHI).
Il est approuvé en France depuis juillet 2019, en Autriche et en attente d'approbation en Allemagne et en Suisse.

## Applications
Développé par Syngenta Crop Protection, ce fongicide lutte contre maladies transmises par les semences et le sol dans un large éventail de cultures. Ses propriétés physico-chimiques et son additivité ont été améliorées pour une utilisation en tant que traitement de semences fournissant une protection à la fois locale et systémique des semences et des racines des cultures cibles.

## Potentiels dangers sur la santé
Le sédaxane est classé comme cancérigène probable chez l'Homme après que les tests sur des rats et des souris ont montré une augmentation du nombre de tumeurs, localisées au niveau du foie, de la thyroïde et de l'utérus. Il semble que les tumeurs hépatiques aient une prévalence plus élevée. Les atteintes au foie s'accompagnent souvent d'une perte de poids et d'anorexie. L'étude sur la reproduction montre également une baisse du nombre de follicules ovariens, et une variation du poids des gonades.
Chez le poisson zébra Fish, il provoque des anomalies du développement (microcéphalie, déformation, œdème, problème cardiaque) ainsi qu'un stress oxydant.
Le sédaxane aurait vraisemblablement un caractère perturbateur endocrinien.